# Saison 1950-1951 des Celtics de Boston
La saison 1950-1951 des Celtics de Boston est la 5e saison de basket-ball de la franchise américaine de la National Basketball Association (généralement désignée par le sigle NBA).
Les Celtics jouent leurs rencontres à domicile au Boston Garden ou à la Boston Arena. C'est la première saison en tant qu'entraîneur pour Red Auerbach et l'équipe termine 2e de la Division Est.

## Draft
| Tour | Rang | Joueur          | Position | Nationalité | Provenance    |
| ---- | ---- | --------------- | -------- | ----------- | ------------- |
| 1    | 1    | Chuck Share     | C        | États-Unis  | Bowling Green |
| 2    | 12   | Chuck Cooper    | F        | États-Unis  | Duquesne      |
| 3    | 24   | Bob Donham      | G/F      | États-Unis  | Ohio State    |
| 6    | 60   | Francis Mahoney | F        | États-Unis  | Brown         |

## Classement de la saison régulière
| Division Est             | V  | D  | PCT   | GB   |
| ------------------------ | -- | -- | ----- | ---- |
| Warriors de Philadelphie | 40 | 26 | 60,6% | -    |
| Celtics de Boston        | 39 | 30 | 56,5% | 2.5  |
| Knicks de New York       | 36 | 30 | 54,5% | 4    |
| Nationals de Syracuse    | 32 | 34 | 48,5% | 8    |
| Bullets de Baltimore     | 24 | 42 | 36,4% | 16   |
| Capitols de Washington   | 10 | 25 | 28,6% | 14.5 |

## Effectif
| Numéro | Joueur          | Position | Provenance               |
| ------ | --------------- | -------- | ------------------------ |
|        | Dick Mehen      | PF       | Tennessee                |
| 4      | Sonny Hertzberg | G        | City College of New York |
| 5      | Ed Leede        | F-G      | Dartmouth College        |
| 10     | Kleggie Hermsen | C-F      | Minnesota                |
| 11     | Chuck Cooper    | F        | Duquesne                 |
| 12     | Bob Donham      | SG       | Ohio State               |
| 13     | Brady Walker    | PF       | BYU                      |
| 13     | Kenny Sailors   | G        | Wyoming                  |
| 13-18  | Bob Harris (en) | F-C      | Oklahoma State           |
| 14     | Bob Cousy       | PG       | Holy Cross               |
| 16     | John Mahnken    | C        | Georgetown               |
| 17     | Bones McKinney  | SF       | UNC                      |
| 19-21  | Ed Stanczak     | F        |                          |
| 21     | Frank Kudelka   | G-F      | Saint Mary's             |
| 21     | Andy Duncan     | F-C      | William & Mary           |
| 22     | Ed Macauley     | C-F      | Saint Louis              |
| 24     | Harry Boykoff   | C        | St. John's               |

## Playoffs

### Demi-finale de Division
(2) Celtics de Boston vs. (3) Knicks de New York : Boston s'incline dans la série 2-0
- Game 1 @ Boston : New York 83, Boston 69
- Game 2 @ New York : New York 92, Boston 78

## Statistiques

### Saison régulière
| Joueur          | Matchs | % Tir | % LF | Rbds/m. | Pass/m. | Pts/m. |
| --------------- | ------ | ----- | ---- | ------- | ------- | ------ |
| Harry Boykoff   | 32     | .384  | .714 | 4.2     | 1.3     | 6.3    |
| Chuck Cooper    | 66     | .344  | .753 | 8.5     | 2.6     | 9.3    |
| Bob Cousy       | 69     | .352  | .756 | 6.9     | 4.9     | 15.6   |
| Bob Donham      | 68     | .507  | .498 | 3.5     | 2.0     | 6.1    |
| Andy Duncan     | 14     | .175  | .682 | 2.1     | 0.6     | 2.1    |
| Bob Harris (en) | 44     | .357  | .664 | 5.6     | 1.3     | 5.5    |
| Kleggie Hermsen | 23     | .314  | .592 |         | 0.9     | 6.5    |
| Sonny Hertzberg | 65     | .316  | .826 | 4.0     | 3.8     | 9.8    |
| Frank Kudelka   | 27     | .360  | .741 |         | 1.1     | 4.7    |
| Ed Leede        | 57     | .322  | .741 | 2.1     | 1.7     | 6.6    |
| Ed Macauley     | 68     | .466  | .759 | 9.1     | 3.7     | 20.4   |
| John Mahnken    | 46     | .342  | .648 | 4.0     | 1.5     | 5.2    |
| Bones McKinney  | 34     | .317  | .743 | 5.3     | 2.3     | 6.9    |
| Dick Mehen      | 7      | .327  | .667 | 3.7     | 1.6     | 6.3    |
| Kenny Sailors   | 10     | .160  | .625 | 0.3     | 0.8     | 1.8    |
| Ed Stanczak     | 19     | .240  | .800 | 1.9     | 0.4     | 3.2    |
| Brady Walker    | 17     | .394  | .556 | 1.8     | 0.5     | 1.8    |

### Playoffs
| Joueur          | Matchs | % Tir | % LF  | Rbds/m. | Pass/m. | Pts/m. |
| --------------- | ------ | ----- | ----- | ------- | ------- | ------ |
| Chuck Cooper    | 2      | .333  | .400  | 6.5     | 1.5     | 5.0    |
| Bob Cousy       | 2      | .214  | .833  | 7.5     | 6.0     | 14.0   |
| Bob Donham      | 2      | .444  | .417  | 4.0     | 1.0     | 6.5    |
| Bob Harris (en) | 2      | .100  | .714  | 2.0     | 1.0     | 3.5    |
| Kleggie Hermsen | 2      | .167  | -     | 1.5     | 0.0     | 1.0    |
| Sonny Hertzberg | 2      | .231  | .800  | 1.0     | 1.5     | 5.0    |
| Frank Kudelka   | 1      | .500  | .000  | 5.0     | 2.0     | 4.0    |
| Ed Leede        | 2      | .143  | 1.000 | 0.0     | 1.0     | 1.5    |
| Ed Macauley     | 2      | .472  | .625  | 9.0     | 4.0     | 22.0   |
| Bones McKinney  | 2      | .440  | .800  | 5.0     | 4.0     | 13.0   |

## Récompenses
- Ed Macauley, All-NBA First Team